# Кизеловский угольный бассейн
Ки́зеловский у́гольный бассе́йн (КУБ, Ки́зелбасс) расположен на западном склоне Среднего Урала, в пределах Пермского края. Занимает центральную часть нижнекарбоновой угленосной полосы, простирающейся на 800 км в меридиональном направлении от станции Кузино Свердловской области на юге до посёлка Еджыд-Кырта республики Коми на севере.
Называется также 3ападноуральским бассейном, в котором выделяются с севера на юг три района: Вишерский, Кизеловский и Чусовской.
Границами собственно Кизеловского бассейна считаются: на севере река Яйва, на юге река Чусовая, на востоке выходы девонских и более древних отложений, на западе условная линия изоглубины залегания угольных пластов — 900, что соответствует в среднем глубине 1200 м от поверхности. В принятых границах общая площадь бассейна: 1500 км² (длина более100 км и ширина 15-20 км).
На площади, прилегающей с запада к условной границе бассейна, угленосная толща погружается на глубину 1700—2000 м и перекрыта пермскими отложениями.
Непосредственно к югу от Кизеловского бассейна расположен Чусовской угленосный район, в северной части которого установлена промышленная угленосность отложений нижнего карбона (Скальное и Обманковское месторождения). Чусовской угленосный район является южным продолжением Кизеловского бассейна.
В Вишерском районе, расположенном в 150 км севернее Кизеловского бассейна, поисково-разведочными работами не обнаружено пластов угля рабочей мощности. Мощность угленосных отложений в этом районе 80 м вместо обычной для Кизеловского бассейна 200 м.
В 2018 году в Пермском университете создана открытая геоэкологическая геоинформационная система Кизеловского угольного бассейна (http://kub.maps.psu.ru/ Архивная копия от 10 августа 2021 на Wayback Machine). Её функциональные возможности позволяют получить наиболее полную и комплексную оценку состояния исследуемой территории с учётом всех источников загрязнения за различные годы.

## История
Впервые каменный уголь был обнаружен в 1783 году при постройке плотины для Кизеловского чугунолитейного завода на реке Полуденный Кизел. В 1786 году крепостным рудознатцем Моисеем Юговым были обнаружены новые месторождения угля.
В 1797 году началась добыча угля в штольне «Запрудная» первой шахте КУБа. Эта дата считается началом промышленной разработки угля в России.
В дальнейшем развитие происходило медленно. Это было связано с трудностью транспортировки (отсутствием железных дорог), а также наличием больших лесных массивов и более дешёвый выжиг древесного угля, используемого в металлургии. В результате в 1870 году было добыто всего 6,3 тыс. тонн угля.
Толчком к развитию угольной промышленности стал пуск в эксплуатацию в 1879 году горнозаводской железной дороги «Пермь — Усолье» с Луньевской веткой, которая соединила Кизел и Пермь.
В 1885 году в Кизеловском, Луньевском и Губахинском месторождениях уже насчитывалось 22 шахты и штольни и было добыто 253 тыс. тонн угля.
К 1907 году — 71,2 % всей угледобычи в регионе было сосредоточено в руках князей Абамелек-Лазаревых.
На начало XX века в бассейне работало 36 шахт, добыча угля в 1915 году составила 976 тыс. тонн. Бассейн являлся единственным на Урале.
С приходом советской власти произошла национализация КУБа и началось активное шахтное строительство, в результате которого к началу Великой Отечественной войны добыча угля достигла 4,5 млн тонн. В годы войны добыча росла ещё активнее, были разведаны новые месторождения: Коспашское, Гремячинское, Шумихинское и т. д.
В 1956 году в бассейне насчитывалось 37 шахт, добыча составила 11,4 млн тонн. Максимума добыча угля в КУБе достигла в 1959 году — 12 млн тонн. После этого наметился спад.
Ввиду нерентабельности в 1996 году была начата реструктуризация шахт, а в 1997 году их ликвидация. Первой была закрыта шахта «Широковская». К 2002 году Кизеловский угольный бассейн полностью прекратил добычу угля.
Оставшиеся запасы угля учитываются как государственный резерв (222,6 миллионов тонн) на 11 участках. При суммарной производительности участков резерва 1384 тыс. тонн этих запасов хватит на 104 года.